# Анніка Вальтер
Анніка Вальтер (нім. Annika Walter, 5 лютого 1975) — німецька стрибунка у воду.
Срібна медалістка Олімпійських Ігор 1996 року.